# ماليزيا في الألعاب الأولمبية الصيفية 2016
نافست ماليزيا في دورة الألعاب الأولمبية الصيفية 2016 في ريو دي جانيرو، البرازيل، من 05-21 أغسطس 2016. وكان هذا الظهور الخامس عشر للبلاد في دورة الألعاب الاولمبية، على الرغم من أنها قد نافست سابقا في دورتين تحت اسم مالايا. ماليزيا لم تحضر دورة الألعاب الاولمبية الصيفية عام 1980 في موسكو بسبب الحرب السوفيتيه في أفغانستان.